# Group Inou

group_inou (яп. グループイノウ) — японский хип-хоп дуэт, сформировавшийся в 2003 году. Состоящий из рэпера «CP» и композитора «Imai». Подписан контракт с лейблом «GAL». В середине 2016 года группа взяла перерыв на неопределенный срок .

## Члены группы
Imai (いまい)
Композитор в дуэте, также является солистом под тем же именем.
CP （しーぴー）
Рэпер в группе, также гитарист и вокалист в рок-группe «uri gagarn».

## Награды
- Diesel-U-Music Awards 2006[5]

## Выступления
- COUNTDOWN JAPAN[5]
- RISING SUN ROCK FESTIVAL[5]
- FUJI ROCK FESTIVAL[5]

## Дискография

### Синглы
1. BPA (2006-03-22)
2. HEART (2011-03-16)
3. HALF (2011-08-21)
4. MONKEY / JUDGE (2012-04-04)
5. MANSION (2013-10-11)

### Альбомы
1. FAN (2008-04-09)
2. _ (pronounced «underbar») (2010-06-02)
3. DAY (2012-10-10)
4. foods & System Kitchen (2015-04-01)
5. MAP (2015-07-01)

### Ремиксы
1. System Kitchen (2007-01-17)

### Видео
1. one camera no cut (DVD, 2006-03-22)[6]
2. SET (DVD, 2013-11-27)[7]

## В массовой культуре
С апреля по июнь 2012 года, их песня «JUDGE» была использована по японскому телевидению в сериале «Moya-Moya Summers 2».